# TERMINATED
TERMINATED es el sencillo en CD #13 de Minori Chihara lanzado el 19 de octubre de 2011; Aki Hata realizó la letra, los arreglos y la música fueron realizados por Kikuta Daisuke. La pista del título fue utilizada como el tema de apertura de la serie anime Kyōkai Senjō no Horizon. El sencillo alcanzó la posición #9 en el top semanal de Oricon, manteniéndose durante 15 semanas y vendiendo 24.785 copias.

## Lista de pistas
| Nº | Título                                                          | Duración | Letra          | Compositor     | Arreglos       | Nota/s                                                     |
| -- | --------------------------------------------------------------- | -------- | -------------- | -------------- | -------------- | ---------------------------------------------------------- |
| 1  | TERMINATED                                                      | 4:20     | Aki Hata       | Kikuta Daisuke | Kikuta Daisuke | tema de apertura para el anime Kyōkai Senjō no Horizon II. |
| 2  | Meguriai ~Kakegae no Nai Mono~ (巡り逢い ~かけがえのないもの~?) | 5:17     | Minori Chihara | Shunryu        | Sudo Kenichi   |                                                            |
| 3  | HYPER NEW WORLD                                                 | 5:29     | Saori Kodama   | Kikuta Daisuke | Kikuta Daisuke |                                                            |

## Medios

### CD
| Nº | Título     | Lanzamiento           | Álbum       | Nota/s                                    |
| -- | ---------- | --------------------- | ----------- | ----------------------------------------- |
| 1  | TERMINATED | 31 de octubre de 2011 | D-Formation | quinto álbum de estudio de la cantautora. |